# Mieczysław Gielniewski

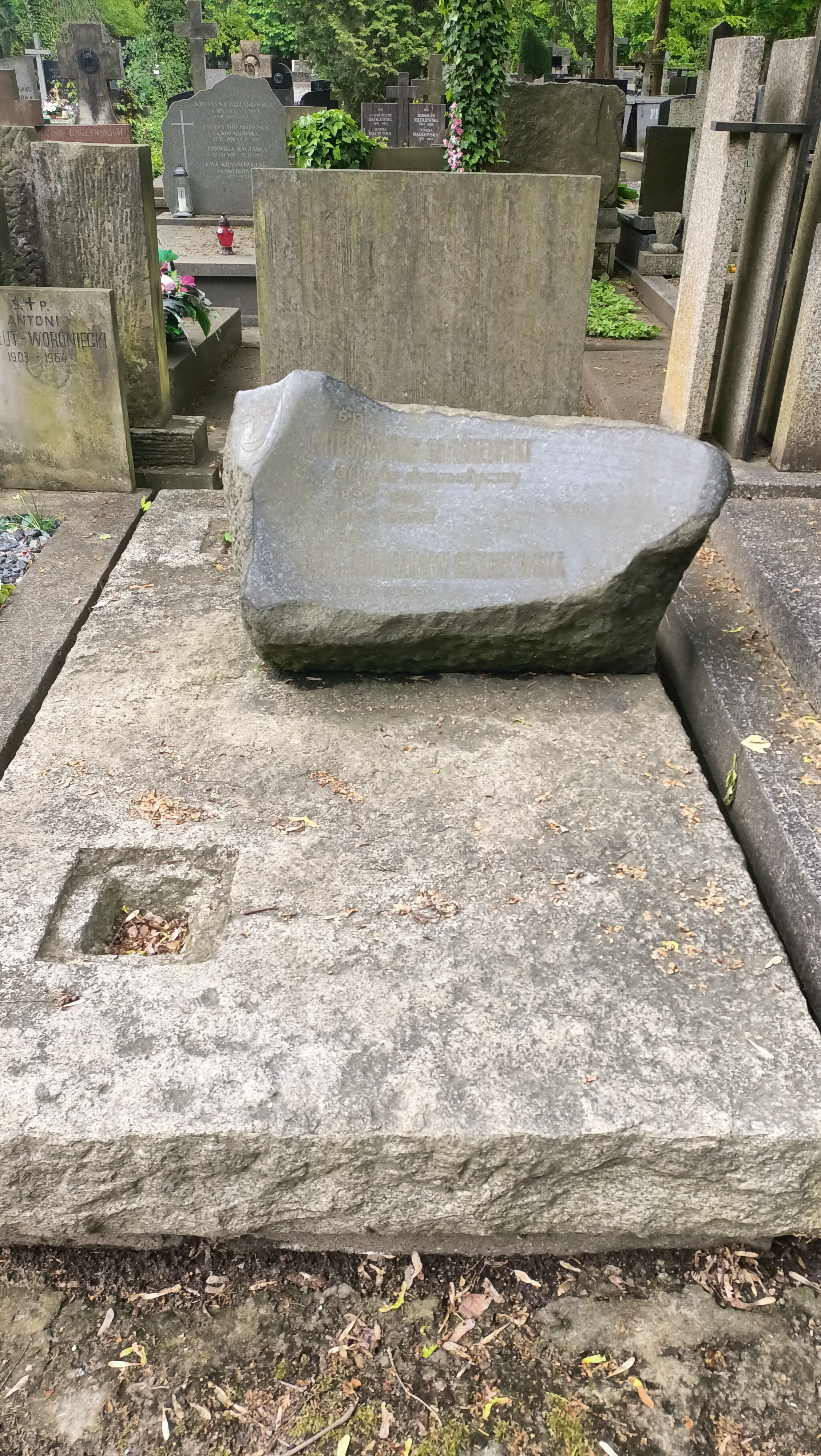
Grób Mieczysława Gielniewskiego na cmentarzu powązkowskim w Warszawie

Mieczysław Gielniewski (ur. 16 listopada 1892 w Stradowie, zm. 28 stycznia 1981 w Warszawie) – polski aktor teatralny i filmowy.

## Życiorys
Ukończył chemię na Kijowskim Instytucie Politechnicznym. W Kijowie przebywał do końca I wojny światowej, występując od 1915 roku w tamtejszym Teatrze Polskim pod kierownictwem Franciszka Rychłowskiego.
Po powrocie do Polski grał na scenach warszawskich: w Teatrze Polskim (1921-1923), Teatrach Miejskich (Teatr Letni, Teatr Narodowy, od 1923), Teatrze Artystów (1932) oraz w teatrach TKKT. Podczas II wojny światowej przebywał na Węgrzech, gdzie był internowany. W niewoli organizował wydarzenia kulturalne i przedstawienia teatralne, w których sam występował.
Po zakończeniu walk i powrocie do kraju był członkiem zespołów: Starego Teatru w Krakowie (1945-1946), Teatru im. Stanisława Wyspiańskiego w Katowicach (1945-1947), Teatru Miejskiego im. Juliusza Osterwy w Gorzowie Wielkopolskim (1948). Następnie, do końca życia występował w teatrach stołecznych: Klasycznym (1948-1949), Syrena (1949) oraz Powszechnym (1949-1951).
Został pochowany na Cmentarzu Powązkowskim w Warszawie (katera 111-6-16).

## Filmografia
- Rok 1863 (1922) - sołtys
- Cham (1931) - chłop
- Ułani, ułani, chłopcy malowani (1932)
- Głos pustyni (1932) - spiskowiec
- Mały marynarz (1936)
- Geniusz sceny (1939) - chłop w "Niespodziance"

Źródło: